# Théories du complot sur la mort de Diana Spencer

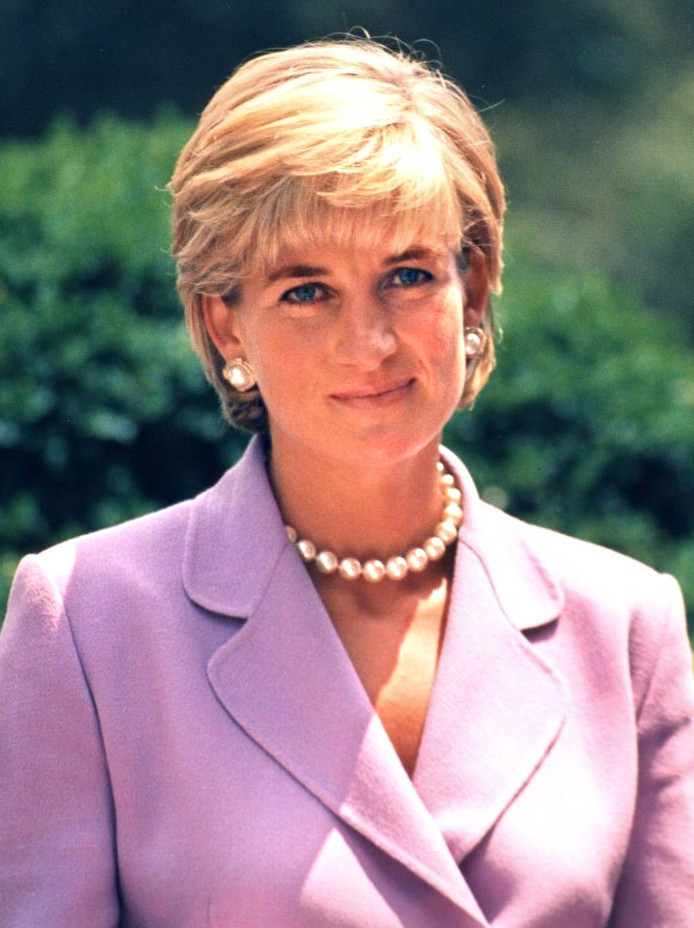
Diana Spencer en 1997.

Les théories du complot sur la mort de Diana Spencer regroupent l'ensemble des théories alternatives sur les circonstances de la mort de Diana, princesse de Galles, survenue dans un accident de la route le 31 août 1997, à Paris.
La grande majorité de ces théories ont été montées et financées par le milliardaire égyptien Mohamed Al-Fayed, père de Dodi Al-Fayed, compagnon de Diana, mort avec elle dans le tunnel du pont de l'Alma. Elles sont basées sur des explications conspirationnistes de l'accident, en opposition avec les conclusions des deux enquêtes, française et britannique, menées après le drame.
Les partisans de ces théories soutiennent en effet que la mort de Diana est en fait un assassinat, commandité par des membres de la famille royale, au premier rang desquels le prince Philip. Cette hypothèse est également soutenue par un ancien espion britannique, Richard Tomlinson. Mohamed Al-Fayed défend aussi d'autres thèses, qui évoquent une grossesse de Diana cachée au moment de l'autopsie, ou encore un sabotage de la voiture. La présence dans le tunnel du pont de l'Alma, lors de l'accident, d'une Fiat Uno dont le conducteur reste inconnu suscite plusieurs théories. En 2006, le rapport de l'opération Paget, lancée par Scotland Yard sous la pression de Mohamed Al-Fayed, dément toutes ces rumeurs.
D'autres théoriciens du complot prétendent encore que Diana aurait été offerte en sacrifice aux reptiliens, voire qu'elle aurait organisé elle-même cet accident de voiture et serait toujours en vie, vivant avec son compagnon à l'abri des journalistes.

## Contexte

### Un souvenir encore vif
Au petit matin du 31 août 1997, le monde apprend que Diana Spencer, ex-épouse du prince Charles, prince de Galles, a trouvé la mort dans un accident de voiture dans le tunnel du pont de l'Alma, à Paris. Son compagnon Dodi Al-Fayed et le chauffeur du véhicule Henri Paul sont morts sur le coup. Grièvement blessée, Diana a succombé plus tard dans la nuit à l'hôpital de la Pitié-Salpêtrière. Le garde du corps de Dodi Al-Fayed, Trevor Rees-Jones, est le seul survivant de cet accident,,,.
Les photographies de la voiture accidentée dans laquelle se trouvait Diana, prises par des paparazzis qui la poursuivaient au moment du drame, sont pré-vendues dans la nuit à prix d'or, avant d'être retirées du marché à l'annonce du décès de l'ancienne princesse de Galles. Les hommages sont unanimes et les rédactions de tous les journaux sont mobilisées pour l'événement, tandis que les photographes sont immédiatement désignés, au sein de l'opinion publique, comme responsables.
Cet accident marque durablement les esprits : au Royaume-Uni, le silence de la reine Élisabeth II et son refus de lui organiser des obsèques nationales — d'ordinaire réservées aux membres de la famille royale, dont Diana ne fait officiellement plus partie depuis son divorce d'avec le prince Charles — suscitent l'incompréhension et portent un coup dur à l'image de la monarchie, ; dans le monde entier, la disparition brutale de la « princesse des cœurs », âgée de 36 ans, choque l'opinion, mais ce sont surtout les circonstances de sa mort qui heurtent les sensibilités. Ces circonstances nourrissent rapidement nombre de rumeurs, qui persistent plusieurs années après.

### Enquêtes judiciaires
À la suite de la mort de lady Diana, une enquête est ouverte par la justice française. Au terme de deux années d'investigation, celle-ci conclut à un banal accident de la route dû à la vitesse excessive de la voiture, une Mercedes-Benz S280 lancée entre 126 et 155 km/h dans les rues de Paris pour fuir les photographes, et à l'alcoolémie du chauffeur, qui roulait avec environ 1,8 g/l d'alcool dans le sang. Les juges d'instruction prononcent également un non-lieu pour les paparazzis impliqués dans l'accident,.
Une seconde enquête est menée au Royaume-Uni de 2004 à 2008, la Haute Cour de Londres aboutissant aux mêmes conclusions et déclarant que l'accident a été provoqué par la conduite « extrêmement négligente » du chauffeur et des véhicules les poursuivant. Le seul survivant, Trevor Rees-Jones, déclare n'avoir aucun souvenir de l'accident. Ainsi, si les causes du drame sont parfaitement élucidées, plusieurs zones d'ombre subsistent, favorisant l'apparition de théories du complot au niveau mondial.

## Des théories tenaces

### La thèse de l'assassinat

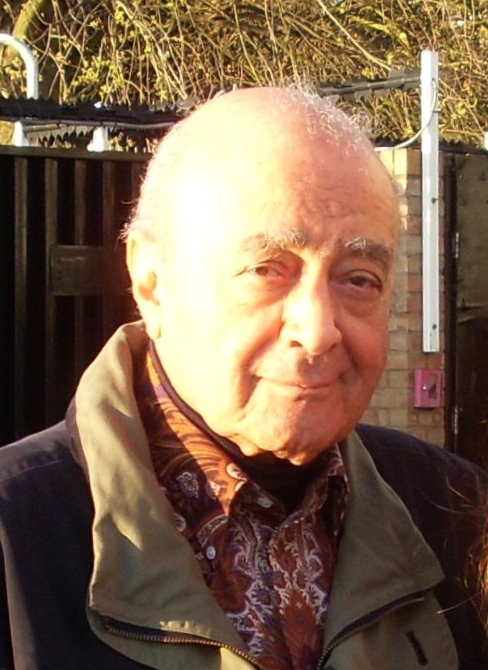
Mohamed Al-Fayed (2011) a déclaré que Diana avait été assassinée avec son fils.

À partir de février 1998, Mohamed Al-Fayed, père du compagnon de Diana, émet des allégations sur le fait que les décès de son fils et de l'ancienne princesse n'étaient pas accidentels, mais plutôt le résultat d'une conspiration impliquant notamment le prince Philip, époux de la reine Élisabeth II, et le MI6, sans toutefois amener de preuves,. Al-Fayed suggère que certains membres de la famille royale, dont le prince Charles, ne supportaient pas la relation très médiatisée de Diana et Dodi et affirme que le couple avait été placé sur écoute par le MI6,. Il déclare ainsi ouvertement et de manière répétée qu'ils ont été assassinés, avec la complicité des services de renseignement français pour masquer les faits.
Le milliardaire s'appuie notamment sur le témoignage de Richard Tomlinson, ancien agent du MI6, qui affirme que son service surveillait Diana avant sa mort. Il évoque la possibilité que le MI6 puisse être à l'origine de la mort de l'ex-princesse en expliquant qu'Henri Paul avait des liens avec cette organisation. En 1998, il écrit une lettre à Mohamed Al-Fayed pour lui signaler cette information mais celle-ci ne lui parvient pas ; il l'apprend par la suite à travers la presse et prend contact avec lui par le biais de ses avocats. Il indique que la nuit de l'accident, Henri Paul a probablement reçu la visite de son contact au MI6 pour recevoir son salaire, ce qui expliquerait l'importante somme d'argent qui a été trouvée sur lui. D'autre part, le MI6 aurait planifié l'assassinat de Slobodan Milošević en utilisant un pistolet-flash contre son chauffeur durant un passage en voiture dans un tunnel, afin de minimiser le nombre de témoins, un scénario qui se rapproche de celui du meurtre de Diana. Il révèle enfin l'existence d'un autre service secret au sein du MI6, l'UKN, qui employait des journalistes et des paparazzis, ce qui est plus tard mis en relation avec le journaliste James Andanson, soupçonné à tort d'être le conducteur de la Fiat Uno blanche qui se trouvait dans le tunnel en même temps que Diana (voir infra).
Bénéficiant d'une certaine notoriété, Mohamed Al-Fayed engage des enquêteurs, des avocats et des communicants pour diffuser sa théorie, obligeant Scotland Yard à ouvrir une enquête, baptisée « opération Paget ». En décembre 2006, dans un rapport de plus de 800 pages, les autorités britanniques démentent toutes les allégations du père de Dodi Al-Fayed. Celui-ci annonce alors renoncer à son combat judiciaire. L'hypothèse de l'assassinat réapparaît néanmoins lors du procès pour port d'arme prohibé, en 2013, d'un tireur d'élite du Special Air Service (SAS), que ses ex-beaux-parents accusent d'avoir « organisé » la mort de lady Diana. Scotland Yard conclut à la suite d'une nouvelle enquête « qu'il n'y avait aucune preuve crédible ou pertinente »,. Dans un entretien accordé au Télégramme en 2017, le père d'Henri Paul, le chauffeur, nie que son fils ait été ivre au volant et prétend que les flacons de prélèvement sanguin ont été échangés au moment de l'autopsie, mettant en cause la famille royale britannique.

### La grossesse de Diana
Mohamed Al-Fayed laisse entendre, en outre, que lady Diana attendait un enfant de Dodi — elle était déjà la mère des princes William et Harry, figurant tous les deux dans l'ordre de succession au trône britannique — et ce, bien que leur relation n'ait commencé que peu de temps avant leur mort ; il déclare que le couple avait l'intention d'officialiser ses fiançailles le 1er septembre 1997, soit le lendemain du drame. Affirmant que le corps de Diana a été embaumé pour dissimuler sa grossesse, il maintient sa thèse d'un assassinat sur ordre de la famille royale, suggérant que celle-ci « ne pouvait accepter qu'un musulman égyptien devienne le beau-père du futur roi d'Angleterre ».
Cette rumeur, relayée au Royaume-Uni notamment par l'hebdomadaire dominical The Independent on Sunday, est démentie à plusieurs reprises par l'entourage de l'ex-princesse de Galles, dont son ancien majordome, Paul Burrell. Le Dr Richard Shepherd, médecin légiste qui a examiné son corps pour les besoins de l'enquête sur sa mort, assure en 2018 que « d'un point de vue médical, il n'y avait aucune preuve que la princesse Diana attendait un enfant ».

### Le mystère de la Fiat Uno

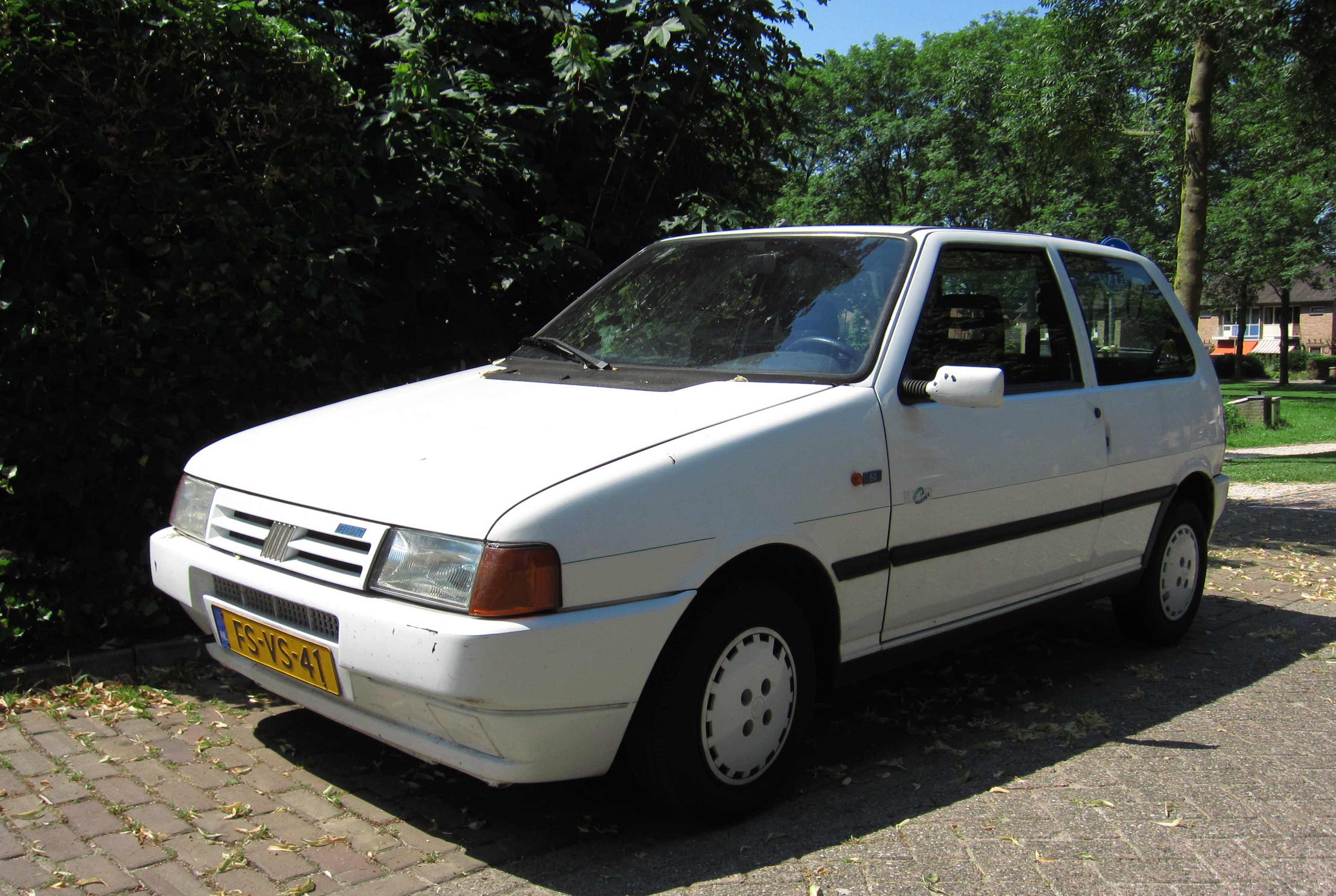
Une Fiat Uno blanche semblable à celle percutée par la voiture de Diana dans le tunnel du pont de l'Alma.

Après l'accident, des traces de peinture blanche sont découvertes sur la carrosserie et des morceaux de feu arrière sont retrouvés mélangés à ceux du phare avant droit de la Mercedes-Benz accidentée. Par ailleurs, des traces de freinage sont visibles dans le tunnel. L'enquête conclut à « un léger accrochage » et détermine que la peinture et le phare proviennent d'une Fiat Uno. Des témoins affirment en effet avoir vu sortir du tunnel une voiture de ce modèle et, contrairement à ce que prévoit la loi française, le chauffeur ne s'est pas arrêté sur les lieux de l'accident. Dans les mois qui suivent, les enquêteurs contrôlent quelque 5 000 Fiats Uno blanches en Île-de-France.
Mohamed Al-Fayed prétend alors que cette voiture a été utilisée par le MI6 afin de pousser le véhicule de Diana et son fils à l'accident. Celui-ci accuse James Andanson, un paparazzi français propriétaire d'une Fiat Uno blanche immatriculée dans l'Indre, d'en être le conducteur et de travailler pour les services secrets britanniques. Trois ans plus tard, Andanson est retrouvé mort dans sa voiture incendiée à Nant, dans l'Aveyron. Les enquêteurs concluent à un suicide, mais, pour Al-Fayed, il s'agit d'un assassinat visant à éliminer ce témoin potentiel. Les conclusions de l'opération Paget contredisent à nouveau le milliardaire, Andanson se trouvant en Corse lors de l'accident.
Sur les témoignages de Georges et Sabine Dauzonne, présents à la sortie du tunnel du pont de l'Alma, qui disent avoir vu un gros chien à l'arrière de la voiture, le GIGN interpelle le Franco-Vietnamien Le Van Thanh, « un garde de sécurité de 22 ans, propriétaire de deux rottweilers et d'une Fiat Uno blanche grossièrement repeinte en rouge ». Si le père du jeune homme reconnaît plus tard que le véhicule a été repeint à l'époque de l'accident, Le Van Thanh n'est pas inquiété, les enquêtes n'ayant montré aucune trace de collision sur sa Fiat Uno et n'ayant pas pu établir la date exacte de sa remise en peinture. Ainsi, officiellement, le conducteur de cette Fiat Uno n'a jamais été retrouvé et les recherches ont été arrêtées,, alimentant les rumeurs et théories conspirationnistes autour de son affiliation et de son rôle dans l'accident.

## Des légendes fantaisistes

### La théorie de l'attentat
Une autre théorie moins répandue que les précédentes voudrait que Diana ait été la victime collatérale d'un attentat visant son compagnon, Dodi Al-Fayed. Dans son documentaire Diana et les fantômes de l'Alma, diffusé sur France 3, le réalisateur Francis Gillery affirme que le couple était de passage à Paris pour que Dodi signe un contrat lié aux activités de son père, Mohamed Al-Fayed,. Il aurait en fait été victime d'un piège, entraînant la princesse de Galles dans une voiture qui avait été trafiquée, afin de provoquer un accident à distance. Francis Gillery suggère également qu'un photographe attendait l'arrivée de la Mercedes dans le tunnel du pont de l'Alma.

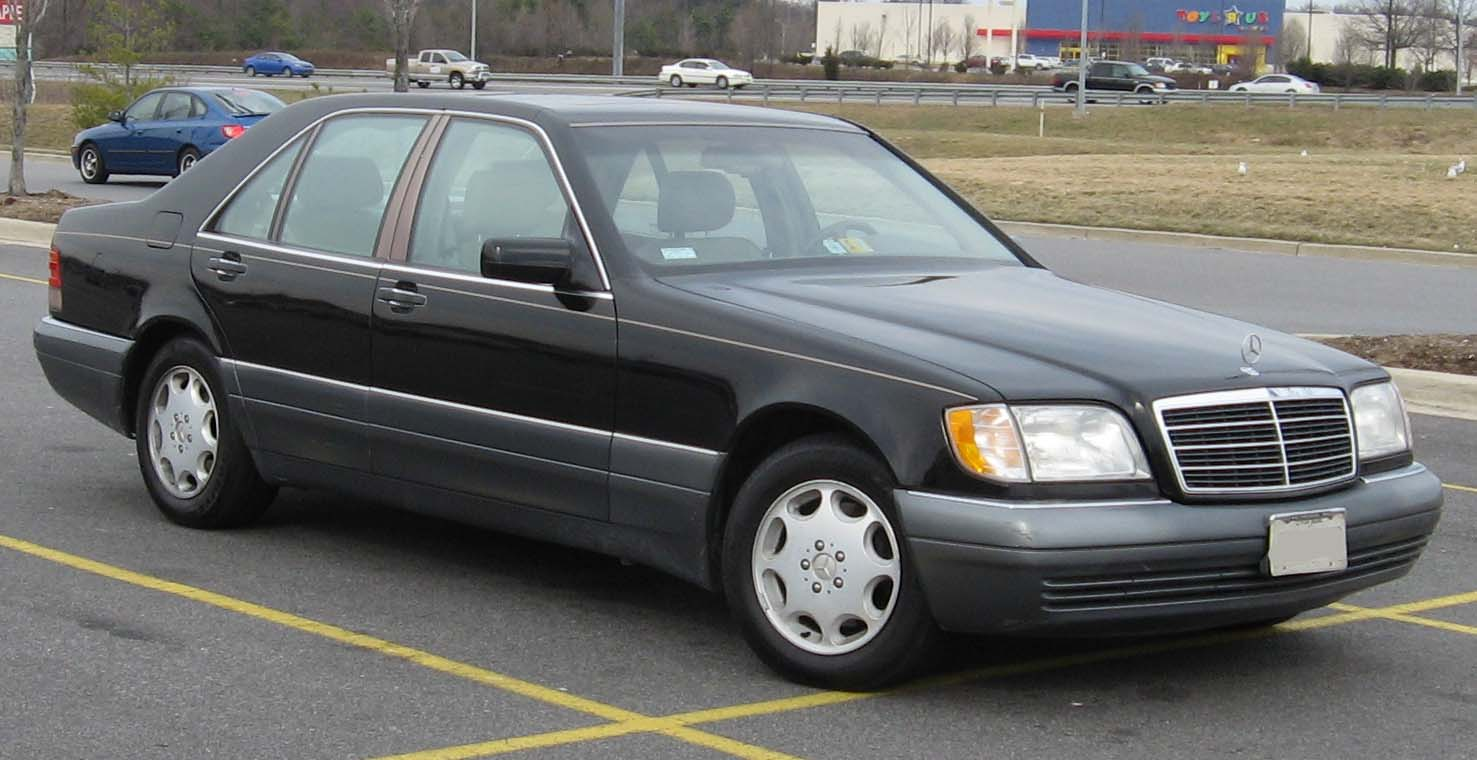
Selon le père de Dodi Al-Fayed, la voiture du couple aurait été trafiquée.

Dans le même esprit, Mohamed Al-Fayed évoque, selon les dires d'un agent du Mossad, un autre mode opératoire, toujours sur ordre de la Couronne britannique. La Mercedes-Benz S280 dans laquelle se trouvaient Diana et Dodi aurait été télécommandée à distance grâce à un piratage informatique. Cette hypothèse émerge en 2005, après qu'un certain John Hopkins, agent retraité du MI5, aurait avoué peu avant sa mort avoir participé à l'assassinat de lady Di et que la famille royale aurait voulu attenter à sa vie après avoir appris son désir de divorcer du prince Charles. Relayé par le site Your News Wire (connu pour ses fausses informations), ce témoignage se révèle être faux, aucun John Hopkins n'ayant travaillé pour les services britanniques. Mohamed Al-Fayed, quant à lui, affirme toutefois que l'indicateur de vitesse du véhicule était bloqué à 192 km/h, allégation démentie par l'enquête, qui précise qu'« il n'y avait aucun défaut sur le véhicule qui aurait pu contribuer aux causes de l'accident », et qu'« il n'y avait pas de trace de falsification ou d'ingérence avec la voiture ». L'état du véhicule et la vitesse à laquelle il roulait lors de l'accident continuent néanmoins de soulever des débats.

### L'hypothèse de sa survie
Selon certaines théories conspirationnistes, l'accident de voiture n'aurait été qu'une mise en scène orchestrée par lady Diana elle-même afin de se faire oublier des paparazzis. Cette thèse a notamment fait la une des magazines Top ! et Oh. L'ex-princesse coulerait aujourd'hui des jours heureux avec Dodi Al-Fayed, loin des médias,. Les complotistes arguent que le garde du corps de Dodi a survécu à l'accident et que le conducteur de la voiture n'était pas son chauffeur habituel. D'autres personnalités, tels Elvis Presley, Marilyn Monroe et Michael Jackson, font également l'objet de pareilles rumeurs.

### Autres théories

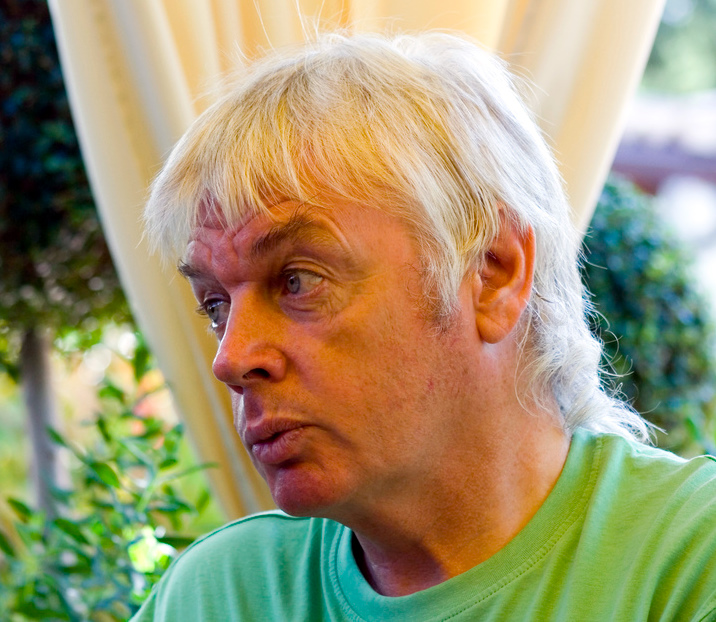
Pour David Icke (2008), Diana a été sacrifiée par des reptiles humanoïdes, dont la reine Élisabeth II fait partie.

Une autre légende récurrente est celle diffusée, entre autres, par David Icke, ancien footballeur et journaliste sportif, qui veut que le monde soit gouverné en secret par des reptiles humanoïdes (ou reptiliens). Aussi, la reine Élisabeth II ferait partie de ces monstres imaginaires, et Diana Spencer aurait, selon lui, été victime d'un sacrifice humain fait à ces êtres hybrides.
Dans son roman Le 13e Pilier, Vincent Clautt met en lumière une légende médiévale selon laquelle Jeanne d'Arc — tuée en Normandie en 1431 par les Anglais — aurait été vengée par la mort d'une princesse britannique en plein cœur de Paris.

## Analyse
Dans son ouvrage Sociologie politique des rumeurs, Philippe Aldrin analyse les théories du complot entourant cet événement : « La « rumeur Diana » illustre comment les acteurs sociaux puisent dans le fonds imaginaire commun pour construire une contre-version de l'événement. À côté des emprunts au répertoire universel, ou tout au moins classique des mythes (la princesse dévoyée, l'amour impossible pourchassé, le complot), le récit s'ancre dans le temps immédiat, par des emprunts au répertoire mythologique ad hoc plus contemporain (dédain des pays d'Europe pour les musulmans, puissance du Mossad) ».